# Eustaci d'Antioquia
|  | Per a altres significats, vegeu «Eustaci». |

Eustaci (en grec antic: Εὐστάθιος, llatí: Eustathius; Side, Pamfília, segle iii - Trajanòpolis de Tràcia, Grècia, circa 337) fou bisbe d'Antioquia. És venerat com a sant per diverses confessions cristianes.

## Biografia
Segons Nicetes Coniata era descendent d'una família originària de Filipos a Macedònia. Va ser contemporani de l'emperador Constantí el Gran. Fou bisbe de Berea a Síria i el concili de Nicea I, on va ser el primer de dirigir-se a l'emperador llegint un panegíric, el va nomenar bisbe d'Antioquia.
Enemic dels arrians, va veure com els bisbes d'aquesta tendència convocaven un sínode a Antioquia en el qual es van llençar diversos càrrecs greus contra Eustaci, encara que sense fonament, fins que fou deposat per l'emperador i enviat a l'exili a Trajanòpolis a Tràcia vers el 329 o 330. Molt de temps després, la seva innocència i les calúmnies dels seus enemics es van donar a conèixer a través d'una dona que havia estat subornada per donar testimoni fals contra ell i que, al seu llit de mort, va confessar el crim. Però ja era massa tard, perquè Eustaci ja havia mort a l'exili quan l'esmenta Atanasi com si ja fos mort, probablement cap al 337.
Va escriure diverses obres entre elles una contra Orígenes titulada Κατὰ Ὠριγένους διαγνωστικὸς εἰς τὸ ἐγγαστρομύθου θεώρημα. També va escriure nombroses homilies, epístoles i una interpretació dels salms, de la que encara n'existeixen alguns fragments. Lleó Al·laci diu que va escriure un comentari o ὑπόμνημα (eipomnema "record") sobre l'Hexameron, els tractats teològics que descriuen l'obra de la creació del món en sis dies.
Fou declarat sant i la seva festa se celebra el 21 de febrer.